# Diastictis
Diastictis là một chi bướm đêm thuộc họ Crambidae.

## Các loài
- Diastictis albovittalis Munroe, 1956
- Diastictis argyralis Hübner, 1818
- Diastictis caecalis (Warren, 1892)
- Diastictis fracturalis (Zeller, 1872)
- Diastictis holguinalis Munroe, 1956
- Diastictis incisalis Snellen, 1880
- Diastictis pseudargyralis Munroe, 1956
- Diastictis robustior Munroe, 1956
- Diastictis sperryorum Munroe, 1956
- Diastictis ventralis (Grote & Robinson, 1867)
- Diastictis viridescens Munroe, 1956

Loài trước đây
- Diastictis tenera (Butler, 1883)